# Den Tir

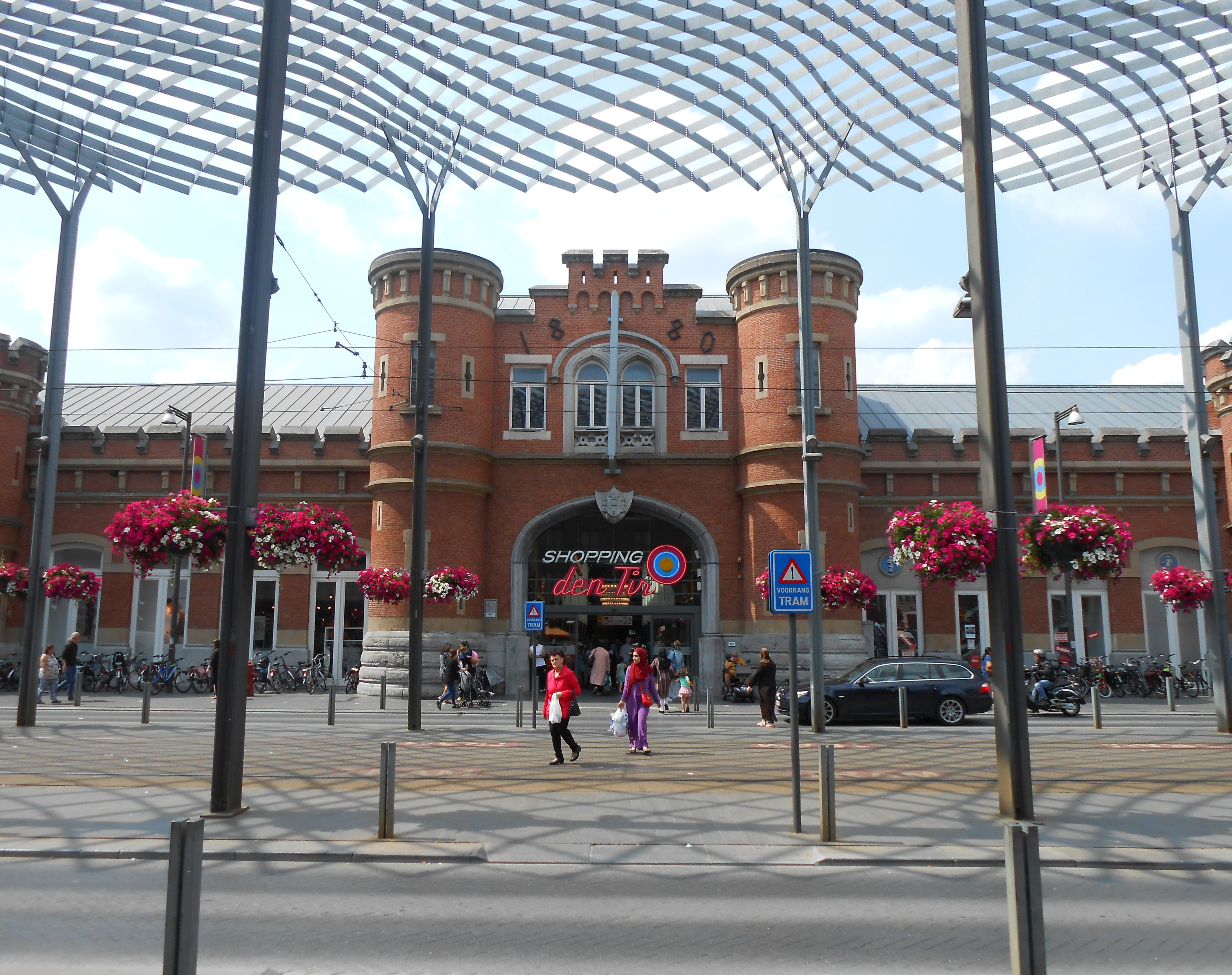
Hoofdingang. Bovenaan: de luifel over de tramhalte

Den Tir ook Stedelijke Schietbaan is een monumentaal gebouw, toen nog "Tir à la Cible" genoemd, een ontwerp uit 1875 van ingenieur Gustave Royers. Het complex is vanaf 2006 in gebruik als winkelcentrum gelegen te Kiel aan de Sint-Bernardsesteenweg in Antwerpen, België.

## Geschiedenis
Den Tir is oorspronkelijk een 19e-eeuwse schietbaan van de burgerwacht of "gardecivic’" en hield deze functie tot de Eerste Wereldoorlog. Het gebouw uit 1880 (volgens de muurankers) dat op 13 augustus 1881 met een internationale schutterswedstrijd werd ingehuldigd en na 1918 zijn functie als schietbaan verloor, heeft daarna dienstgedaan als kleuterschool, jongensschool, kindercrèche, stadsbibliotheek, openbaar badhuis en beroepsschool. In 1999 werden het gebouw en de bijbehorende gronden verkocht aan een projectontwikkelaar. Op 5 oktober 2009 werd het complex vastgesteld als bouwkundig erfgoed. Er werden op het terrein naast het genoemde winkelcentrum ook woningen gerealiseerd. Het winkelcentrum werd in 2006 geopend. Het is naar ontwerp van architect Arno Meijs verbouwd tot een modern winkelcentrum, en is eigendom van Group GL.
Olympisch Stadion · Royal Beerschot Tennis & Hockey Club · Stadion Broodstraat · Garden City Velodroom · IJspaleis · Merksem · Middelheimpark · Nachtegalenpark · Schietbaan Kiel · Zoo van Antwerpen · Zwemstadion · Dudenparkstadion · Hoogboom Country Club · Jules Ottenstadion · Kamp van Beverlo · Oostende · Tuin van het Egmontpaleis · Wellingtonrenbaan · Zeekanaal Brussel-Schelde · Buiten-IJ